# Coppa del Mondo di salto con gli sci 2022
La Coppa del Mondo di salto con gli sci 2022 è stata la quarantaquattresima edizione della manifestazione organizzata dalla Federazione Internazionale Sci, l'undicesima a prevedere un circuito di gare femminili. Durante la stagione si sono tenuti a Pechino i XXIV Giochi olimpici invernali e a Vikersund i Campionati mondiali di volo con gli sci 2022, non validi ai fini della Coppa del Mondo il cui calendario ha contemplato dunque interruzioni a febbraio e a marzo; in seguito all'invasione dell'Ucraina, dal 1º marzo gli atleti russi e bielorussi sono stati esclusi dalle competizioni.
La stagione maschile è iniziata il 20 novembre 2021 a Nižnij Tagil, in Russia, e si è conclusa il 27 marzo 2022 a Planica, in Slovenia. Sono state disputate tutte le gare in programma, 28 individuali e 5 a squadre, in 16 differenti località: 28 su trampolino lungo, 5 su trampolino per il volo. Il giapponese Ryōyū Kobayashi ha vinto sia la Coppa del Mondo generale sia il Torneo dei quattro trampolini, mentre lo sloveno Žiga Jelar si è aggiudicato la Coppa del Mondo di volo; il norvegese Halvor Egner Granerud era il detentore uscente della Coppa generale, il polacco Kamil Stoch del Torneo.
La stagione femminile è iniziata il 26 novembre 2021 a Nižnij Tagil, in Russia, e si è conclusa il 13 marzo 2022 a Oberhof, in Germania. Sono state disputate 19 delle 26 gare individuali e l'unica gara a squadre in programma, in 10 differenti località: 10 su trampolino normale e altrettante su trampolino lungo. L'austriaca Marita Kramer si è aggiudicata la Coppa del Mondo generale, di cui la slovena Nika Križnar era detentrice uscente; non sono state assegnate Coppe di specialità.
Sono state inserite in calendario due gare a squadre miste.

## Uomini

### Risultati
| Data                          | Località               | Nazione   | Trampolino                 | Spec. | Primo                                                           | Secondo                                                                                   | Terzo                                                                                 |
| ----------------------------- | ---------------------- | --------- | -------------------------- | ----- | --------------------------------------------------------------- | ----------------------------------------------------------------------------------------- | ------------------------------------------------------------------------------------- |
| 20 novembre 2021              | Nižnij Tagil           | Russia    | Aist HS134                 | LH    | Karl Geiger                                                     | Ryōyū Kobayashi                                                                           | Halvor Egner Granerud                                                                 |
| 21 novembre 2021              | Nižnij Tagil           | Russia    | Aist HS134                 | LH    | Halvor Egner Granerud                                           | Karl Geiger                                                                               | Stefan Kraft                                                                          |
| 27 novembre 2021              | Kuusamo                | Finlandia | Rukatunturi HS142          | LH    | Ryōyū Kobayashi                                                 | Anže Lanišek                                                                              | Markus Eisenbichler                                                                   |
| 28 novembre 2021              | Kuusamo                | Finlandia | Rukatunturi HS142          | LH    | Anže Lanišek                                                    | Karl Geiger                                                                               | Markus Eisenbichler                                                                   |
| 4 dicembre 2021               | Wisła                  | Polonia   | Malinka HS134              | TL LH | Austria Manuel Fettner Jan Hörl Daniel Huber Stefan Kraft       | Germania Pius Paschke Stephan Leyhe Markus Eisenbichler Karl Geiger                       | Slovenia Cene Prevc Peter Prevc Timi Zajc Anže Lanišek                                |
| 5 dicembre 2021               | Wisła                  | Polonia   | Malinka HS134              | LH    | Jan Hörl                                                        | Marius Lindvik                                                                            | Stefan Kraft                                                                          |
| 11 dicembre 2021              | Klingenthal            | Germania  | Vogtland Arena HS140       | LH    | Stefan Kraft                                                    | Halvor Egner Granerud                                                                     | Kamil Stoch                                                                           |
| 12 dicembre 2021              | Klingenthal            | Germania  | Vogtland Arena HS140       | LH    | Ryōyū Kobayashi                                                 | Daniel-André Tande                                                                        | Marius Lindvik                                                                        |
| 18 dicembre 2021              | Engelberg              | Svizzera  | Gross-Titlis-Schanze HS140 | LH    | Karl Geiger                                                     | Ryōyū Kobayashi                                                                           | Timi Zajc                                                                             |
| 19 dicembre 2021              | Engelberg              | Svizzera  | Gross-Titlis-Schanze HS140 | LH    | Ryōyū Kobayashi                                                 | Karl Geiger                                                                               | Marius Lindvik                                                                        |
| Torneo dei quattro trampolini |                        |           |                            |       |                                                                 |                                                                                           |                                                                                       |
| 29 dicembre 2021              | Oberstdorf             | Germania  | Schattenberg HS137         | LH    | Ryōyū Kobayashi                                                 | Halvor Egner Granerud                                                                     | Robert Johansson                                                                      |
| 1º gennaio 2022               | Garmisch-Partenkirchen | Germania  | Große Olympiaschanze HS142 | LH    | Ryōyū Kobayashi                                                 | Markus Eisenbichler                                                                       | Lovro Kos                                                                             |
| 5 gennaio 2022                | Bischofshofen          | Austria   | Paul Ausserleitner HS142   | LH    | Ryōyū Kobayashi                                                 | Marius Lindvik                                                                            | Halvor Egner Granerud                                                                 |
| 6 gennaio 2022                | Bischofshofen          | Austria   | Paul Ausserleitner HS142   | LH    | Daniel Huber                                                    | Halvor Egner Granerud                                                                     | Karl Geiger                                                                           |
| 8 gennaio 2022                | Bischofshofen          | Austria   | Paul Ausserleitner HS142   | LH    | Marius Lindvik                                                  | Halvor Egner Granerud                                                                     | Jan Hörl                                                                              |
| 9 gennaio 2022                | Bischofshofen          | Austria   | Paul Ausserleitner HS142   | TL LH | Austria Jan Hörl Manuel Fettner Philipp Aschenwald Daniel Huber | Giappone Yukiya Satō Keiichi Satō Junshirō Kobayashi Ryōyū Kobayashi                      | Norvegia Daniel-André Tande Johann André Forfang Halvor Egner Granerud Marius Lindvik |
| 15 gennaio 2022               | Zakopane               | Polonia   | Wielka Krokiew HS140       | TL LH | Slovenia Lovro Kos Peter Prevc Timi Zajc Anže Lanišek           | Germania Severin Freund Stephan Leyhe Markus Eisenbichler Karl Geiger                     | Giappone Yukiya Satō Junshirō Kobayashi Naoki Nakamura Ryōyū Kobayashi                |
| 16 gennaio 2022               | Zakopane               | Polonia   | Wielka Krokiew HS140       | LH    | Marius Lindvik                                                  | Karl Geiger                                                                               | Anže Lanišek                                                                          |
| 22 gennaio 2022               | Titisee-Neustadt       | Germania  | Hochfirst HS142            | LH    | Karl Geiger                                                     | Anže Lanišek                                                                              | Markus Eisenbichler                                                                   |
| 23 gennaio 2022               | Titisee-Neustadt       | Germania  | Hochfirst HS142            | LH    | Karl Geiger                                                     | Anže Lanišek                                                                              | Markus Eisenbichler                                                                   |
| 29 gennaio 2022               | Willingen              | Germania  | Mühlenkopf HS147           | LH    | Ryōyū Kobayashi                                                 | Halvor Egner Granerud                                                                     | Marius Lindvik                                                                        |
| 30 gennaio 2022               | Willingen              | Germania  | Mühlenkopf HS147           | LH    | Marius Lindvik                                                  | Karl Geiger                                                                               | Cene Prevc                                                                            |
| 25 febbraio 2022              | Lahti                  | Finlandia | Salpausselkä HS130         | LH    | Stefan Kraft                                                    | Halvor Egner Granerud                                                                     | Piotr Żyła                                                                            |
| 26 febbraio 2022              | Lahti                  | Finlandia | Salpausselkä HS130         | TL LH | Austria Jan Hörl Clemens Aigner Ulrich Wohlgenannt Stefan Kraft | Slovenia Žiga Jelar Cene Prevc Timi Zajc Peter Prevc                                      | Germania Constantin Schmid Severin Freund Markus Eisenbichler Karl Geiger             |
| 27 febbraio 2022              | Lahti                  | Finlandia | Salpausselkä HS130         | LH    | Halvor Egner Granerud Ryōyū Kobayashi                           |                                                                                           | Stefan Kraft                                                                          |
| 3 marzo 2022                  | Lillehammer            | Norvegia  | Lysgårdsbakken HS140       | LH    | Stefan Kraft                                                    | Ryōyū Kobayashi                                                                           | Karl Geiger                                                                           |
| 5 marzo 2022                  | Oslo Holmenkollen      | Norvegia  | Holmenkollen HS134         | LH    | Marius Lindvik                                                  | Markus Eisenbichler                                                                       | Robert Johansson                                                                      |
| 6 marzo 2022                  | Oslo Holmenkollen      | Norvegia  | Holmenkollen HS134         | LH    | Daniel-André Tande                                              | Anže Lanišek                                                                              | Stefan Kraft                                                                          |
| 19 marzo 2022                 | Oberstdorf             | Germania  | Heini Klopfer HS235        | FH    | Stefan Kraft                                                    | Žiga Jelar                                                                                | Timi Zajc                                                                             |
| 20 marzo 2022                 | Oberstdorf             | Germania  | Heini Klopfer HS235        | FH    | Timi Zajc                                                       | Piotr Żyła                                                                                | Stefan Kraft                                                                          |
| 25 marzo 2022                 | Planica                | Slovenia  | Letalnica HS240            | FH    | Žiga Jelar                                                      | Peter Prevc                                                                               | Anže Lanišek                                                                          |
| 26 marzo 2022                 | Planica                | Slovenia  | Letalnica HS240            | TL FH | Slovenia Žiga Jelar Peter Prevc Timi Zajc Anže Lanišek          | Norvegia Marius Lindvik Bendik Jakobsen Heggli Johann André Forfang Halvor Egner Granerud | Austria Michael Hayböck Daniel Tschofenig Manuel Fettner Stefan Kraft                 |
| 27 marzo 2022                 | Planica                | Slovenia  | Letalnica HS240            | FH    | Marius Lindvik                                                  | Yukiya Satō                                                                               | Peter Prevc                                                                           |

Legenda:

LH = trampolino lungo

FH = volo con gli sci

TL = gara a squadre

### Classifiche

#### Generale

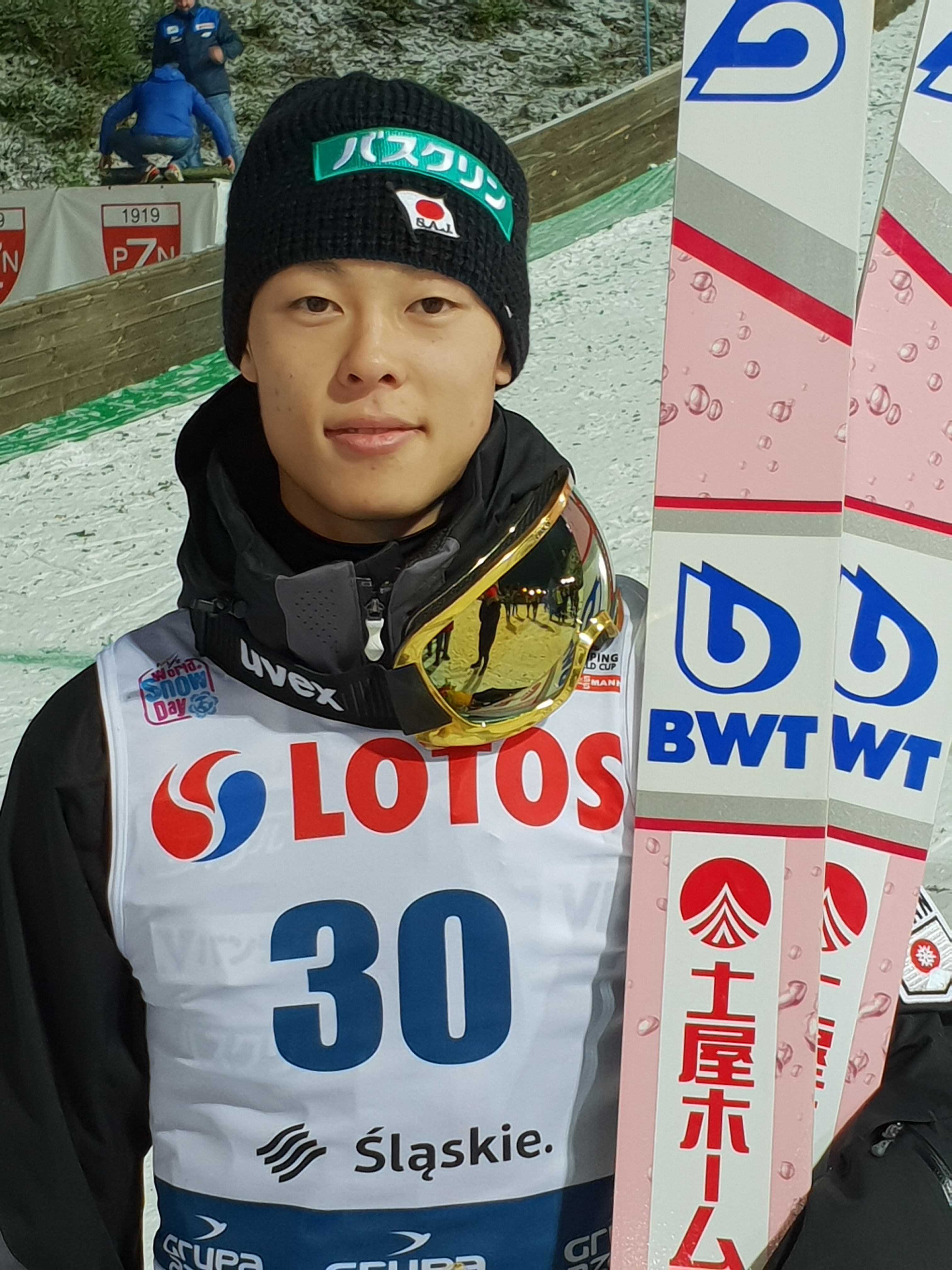
Ryōyū Kobayashi nel 2018

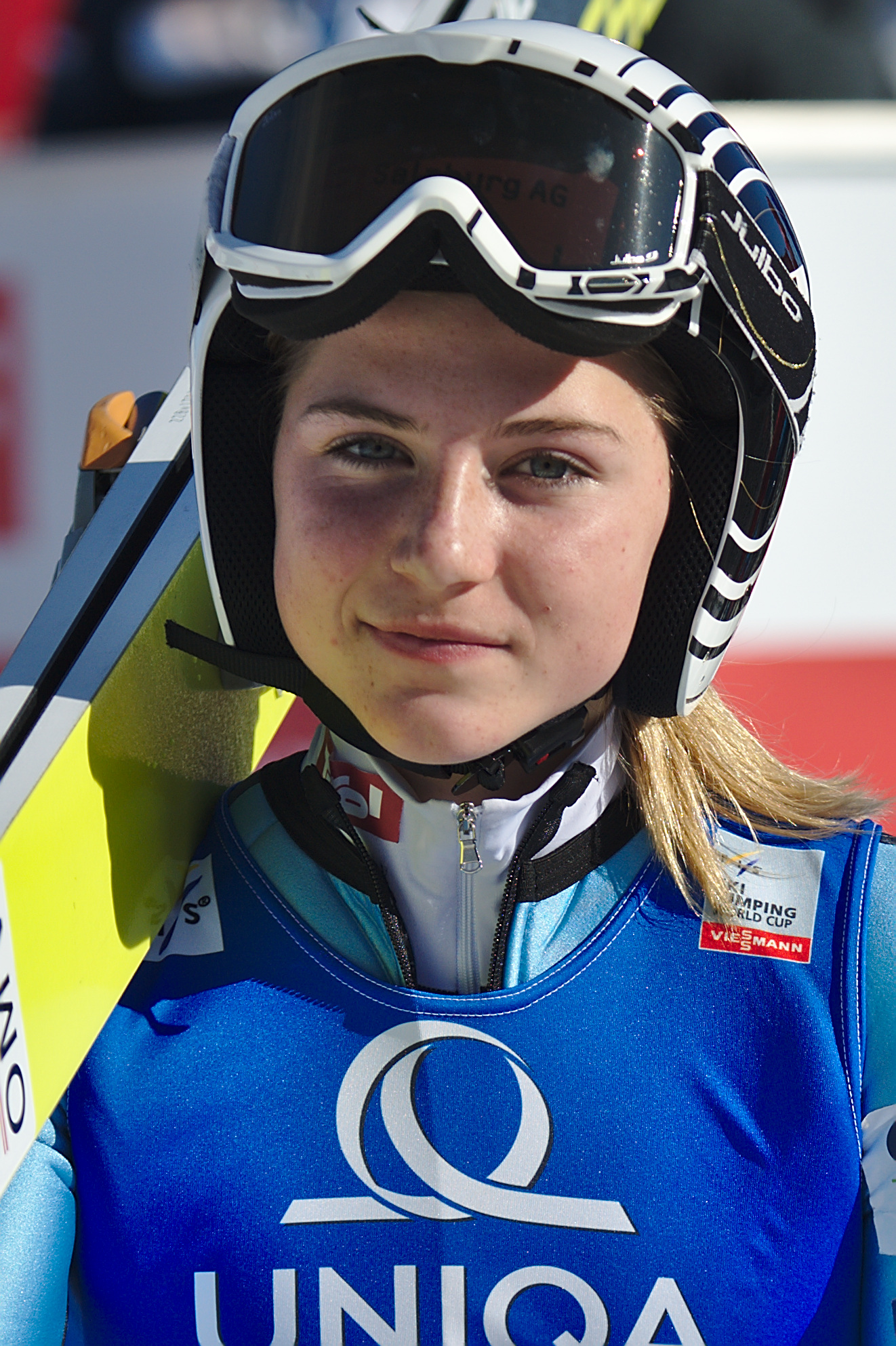
Marita Kramer nel 2017

| Pos. | Nome                  | Nazione  | Punti |
| ---- | --------------------- | -------- | ----- |
| 1    | Ryōyū Kobayashi       | Giappone | 1621  |
| 2    | Karl Geiger           | Germania | 1515  |
| 4    | Marius Lindvik        | Norvegia | 1231  |
| 4    | Halvor Egner Granerud | Norvegia | 1227  |
| 5    | Stefan Kraft          | Austria  | 1069  |
| 6    | Markus Eisenbichler   | Germania | 950   |
| 7    | Anže Lanišek          | Slovenia | 936   |
| 8    | Timi Zajc             | Slovenia | 711   |
| 9    | Jan Hörl              | Austria  | 662   |
| 10   | Cene Prevc            | Slovenia | 657   |

#### Torneo dei quattro trampolini
| Pos. | Nome                  | Nazione  | Punti |
| ---- | --------------------- | -------- | ----- |
| 1    | Ryōyū Kobayashi       | Giappone | 1162  |
| 2    | Marius Lindvik        | Norvegia | 1138  |
| 3    | Halvor Egner Granerud | Norvegia | 1128  |
| 4    | Karl Geiger           | Germania | 1123  |
| 5    | Markus Eisenbichler   | Germania | 1117  |

#### Volo
| Pos. | Nome         | Nazione  | Punti |
| ---- | ------------ | -------- | ----- |
| 1    | Žiga Jelar   | Slovenia | 270   |
| 2    | Timi Zajc    | Slovenia | 260   |
| 3    | Stefan Kraft | Austria  | 224   |
| 4    | Peter Prevc  | Slovenia | 194   |
| 5    | Anže Lanišek | Slovenia | 171   |

#### Nazioni
| Pos. | Nazione   | Punti |
| ---- | --------- | ----- |
| 1    | Austria   | 5789  |
| 2    | Slovenia  | 5742  |
| 3    | Germania  | 5389  |
| 4    | Norvegia  | 5360  |
| 5    | Giappone  | 4077  |
| 6    | Polonia   | 2321  |
| 7    | Svizzera  | 881   |
| 8    | Russia    | 684   |
| 9    | Finlandia | 447   |
| 10   | Rep. Ceca | 54    |

## Donne

### Risultati
| Data             | Località            | Nazione  | Trampolino                  | Spec. | Prima                                                                   | Seconda                                                                   | Terza                                                     |
| ---------------- | ------------------- | -------- | --------------------------- | ----- | ----------------------------------------------------------------------- | ------------------------------------------------------------------------- | --------------------------------------------------------- |
| 26 novembre 2021 | Nižnij Tagil        | Russia   | Aist HS97                   | NH    | Marita Kramer                                                           | Ema Klinec                                                                | Daniela Iraschko                                          |
| 27 novembre 2021 | Nižnij Tagil        | Russia   | Aist HS97                   | NH    | Ema Klinec                                                              | Urša Bogataj                                                              | Katharina Althaus                                         |
| 4 dicembre 2021  | Lillehammer         | Norvegia | Lysgårdsbakken HS98         | NH    | Katharina Althaus                                                       | Marita Kramer                                                             | Urša Bogataj                                              |
| 5 dicembre 2021  | Lillehammer         | Norvegia | Lysgårdsbakken HS140        | LH    | Marita Kramer                                                           | Katharina Althaus                                                         | Silje Opseth                                              |
| 10 dicembre 2021 | Klingenthal         | Germania | Vogtland Arena HS140        | LH    | Marita Kramer                                                           | Silje Opseth                                                              | Urša Bogataj                                              |
| 11 dicembre 2021 | Klingenthal         | Germania | Vogtland Arena HS140        | LH    | Marita Kramer                                                           | Silje Opseth                                                              | Katharina Althaus                                         |
| 17 dicembre 2021 | Ramsau am Dachstein | Austria  | W90-Mattensprunganlage HS98 | NH    | Marita Kramer                                                           | Katharina Althaus                                                         | Urša Bogataj                                              |
| 31 dicembre 2021 | Ljubno              | Slovenia | Logarska dolina HS94        | NH    | Nika Križnar                                                            | Marita Kramer                                                             | Ema Klinec                                                |
| 1º gennaio 2021  | Ljubno              | Slovenia | Logarska dolina HS94        | NH    | Sara Takanashi                                                          | Urša Bogataj                                                              | Marita Kramer                                             |
| 9 gennaio 2022   | Sapporo             | Giappone | Ōkurayama HS137             | LH    | annullata                                                               | annullata                                                                 | annullata                                                 |
| 14 gennaio 2022  | Zaō                 | Giappone | Yamagata HS102              | NH    | annullata                                                               | annullata                                                                 | annullata                                                 |
| 15 gennaio 2022  | Zaō                 | Giappone | Yamagata HS102              | NH    | annullata                                                               | annullata                                                                 | annullata                                                 |
| 29 gennaio 2022  | Willingen           | Germania | Mühlenkopf HS145            | LH    | Marita Kramer                                                           | Katharina Althaus                                                         | Ema Klinec                                                |
| 30 gennaio 2022  | Willingen           | Germania | Mühlenkopf HS145            | LH    | Nika Križnar                                                            | Katharina Althaus                                                         | Aleksandra Kustova                                        |
| 25 febbraio 2022 | Hinzenbach          | Austria  | Aigner HS90                 | TL NH | Austria Chiara Hölzl Jacqueline Seifriedsberger Lisa Eder Marita Kramer | Russia Aleksandra Kustova Irma Machinja Sof'ja Tichonova Irina Avvakumova | Slovenia Urša Bogataj Maja Vtič Špela Rogelj Nika Križnar |
| 26 febbraio 2022 | Hinzenbach          | Austria  | Aigner HS90                 | NH    | Urša Bogataj                                                            | Nika Križnar                                                              | Lisa Eder                                                 |
| 27 febbraio 2022 | Hinzenbach          | Austria  | Aigner HS90                 | NH    | Nika Križnar                                                            | Marita Kramer                                                             | Joséphine Pagnier                                         |
| 2 marzo 2022     | Lillehammer         | Norvegia | Lysgårdsbakken HS140        | LH    | Sara Takanashi                                                          | Nika Križnar                                                              | Urša Bogataj                                              |
| 3 marzo 2022     | Lillehammer         | Norvegia | Lysgårdsbakken HS140        | LH    | Marita Kramer                                                           | Nika Križnar                                                              | Urša Bogataj                                              |
| 5 marzo 2022     | Oslo Holmenkollen   | Norvegia | Holmenkollen HS134          | LH    | Silje Opseth                                                            | Nika Križnar                                                              | Sara Takanashi                                            |
| 6 marzo 2022     | Oslo Holmenkollen   | Norvegia | Holmenkollen HS134          | LH    | Sara Takanashi                                                          | Urša Bogataj                                                              | Yūki Itō                                                  |
| 12 marzo 2022    | Oberhof             | Germania | Rennsteig HS100             | NH    | Urša Bogataj                                                            | Nika Križnar                                                              | Katharina Althaus                                         |
| 13 marzo 2022    | Oberhof             | Germania | Rennsteig HS100             | NH    | Urša Bogataj                                                            | Nika Križnar                                                              | Ema Klinec                                                |
| 19 marzo 2022    | Nižnij Tagil        | Russia   | Aist HS97                   | NH    | annullata                                                               | annullata                                                                 | annullata                                                 |
| 20 marzo 2022    | Nižnij Tagil        | Russia   | Aist HS97                   | NH    | annullata                                                               | annullata                                                                 | annullata                                                 |
| 26 marzo 2022    | Čajkovskij          | Russia   | Snežinka HS140              | LH    | annullata                                                               | annullata                                                                 | annullata                                                 |
| 27 marzo 2022    | Čajkovskij          | Russia   | Snežinka HS140              | LH    | annullata                                                               | annullata                                                                 | annullata                                                 |

Legenda:

NH = trampolino normale

LH = trampolino lungo

TL = gara a squadre

### Classifiche

#### Generale
| Pos. | Nome                       | Nazione  | Punti |
| ---- | -------------------------- | -------- | ----- |
| 1    | Marita Kramer              | Austria  | 1316  |
| 2    | Nika Križnar               | Slovenia | 1191  |
| 3    | Urša Bogataj               | Slovenia | 1151  |
| 4    | Katharina Althaus          | Germania | 906   |
| 5    | Sara Takanashi             | Giappone | 843   |
| 6    | Silje Opseth               | Norvegia | 731   |
| 7    | Ema Klinec                 | Slovenia | 680   |
| 8    | Yūki Itō                   | Giappone | 449   |
| 9    | Lisa Eder                  | Austria  | 420   |
| 10   | Jacqueline Seifriedsberger | Austria  | 393   |

#### Nazioni
| Pos. | Nazione   | Punti |
| ---- | --------- | ----- |
| 1    | Slovenia  | 4570  |
| 2    | Austria   | 3823  |
| 3    | Giappone  | 2213  |
| 4    | Germania  | 1931  |
| 5    | Norvegia  | 1809  |
| 6    | Russia    | 897   |
| 7    | Francia   | 553   |
| 8    | Canada    | 391   |
| 9    | Svezia    | 359   |
| 10   | Finlandia | 278   |

## Misto

### Risultati
| Data            | Località          | Nazione  | Trampolino         | Spec. | Prima                                                    | Seconda                                                                         | Terza                                                                         |
| --------------- | ----------------- | -------- | ------------------ | ----- | -------------------------------------------------------- | ------------------------------------------------------------------------------- | ----------------------------------------------------------------------------- |
| 28 gennaio 2022 | Willingen         | Germania | Mühlenkopf HS147   | TL LH | Slovenia Ema Klinec Cene Prevc Urša Bogataj Anže Lanišek | Norvegia Thea Minyan Bjørseth Halvor Egner Granerud Silje Opseth Marius Lindvik | Austria Eva Pinkelnig Daniel Huber Marita Kramer Stefan Kraft                 |
| 4 marzo 2022    | Oslo Holmenkollen | Norvegia | Holmenkollen HS134 | TL LH | Slovenia Urša Bogataj Lovro Kos Nika Križnar Timi Zajc   | Austria Chiara Hölzl Manuel Fettner Marita Kramer Stefan Kraft                  | Norvegia Anna Odine Strøm Robert Johansson Silje Opseth Halvor Egner Granerud |

Legenda:

LH = trampolino lungo

TL = gara a squadre